# Philippe Ariès
Pour les articles homonymes, voir Ariès.
Ne doit pas être confondu avec Paul Ariès.
Philippe Ariès, né à Blois le 21 juillet 1914 et mort à Toulouse le 9 février 1984, est un journaliste, essayiste et historien français. 
Il est connu pour ses deux études : L'Enfant et la vie familiale sous l'Ancien Régime et L'Homme devant la mort. Héritier de l'école des Annales, il est considéré comme un pionnier de l'histoire des mentalités.

## Biographie

### Influences traditionalistes et conservatrices
La famille Ariès est originaire du village de Saman (Haute-Garonne) où elle figure dès le XVe siècle.
Philippe Ariès grandit dans une famille créole catholique et royaliste. Il étudie chez les jésuites de Saint-Louis-de-Gonzague puis au lycée Janson-de-Sailly et milite quelque temps au sein des « Lycéens et collégiens de l'Action française ». Il écrit notamment dans L'Étudiant français, magazine des étudiants de l'Action française, auquel participent également Claude Roy, Raoul Girardet, Robert Brasillach, Pierre Gaxotte, Jacques Laurent ou encore Pierre Boutang.
Sans renier son amitié pour ses compagnons de plume, il s'éloigne progressivement du milieu de l'Action française qu'il juge « nationaliste autoritaire » alors que lui se définit comme « traditionaliste » et sensible au « modèle anarchique et royal du XVIe siècle ». Il publie par la suite plusieurs articles dans des journaux dirigés par son ami Pierre Boutang : Paroles françaises et La Nation française.

### Difficile reconnaissance du statut d'historien
Après deux échecs successifs à l'oral de l'agrégation d'histoire, il entre à l'Institut des fruits et agrumes coloniaux en 1943. Chef du service de documentation, il s'occupe, selon ses propres mots, « d'importation de fruits tropicaux » et se distingue, dans ce poste qu'il quitte en 1979, en développant des techniques de documentation avec un sens évident de l'innovation technique, notamment en prônant un usage pionnier en France du microfilm (1956) et de l'informatique (1965). Durant cette période, il est également directeur de collection aux éditions Plon.
En parallèle de ces occupations professionnelles, Ariès, que son origine familiale aurait pu pousser à suivre la voie d'un Jacques Bainville ou d'un Pierre Gaxotte et publier des études « grand public », choisit un tout autre chemin. L'inspiration qui sous-tend ses recherches se rattache incontestablement à l'École des Annales, milieu pourtant dominé par la tradition laïque et républicaine.
Dès 1948, dans l'anonymat le plus complet, il publie sa première étude, L'Histoire des populations françaises et leurs attitudes devant la vie depuis le XVIIIe siècle qui marque, en dépit de ses insuffisances statistiques, la naissance des recherches de démographie historique débouchant sur une tentative d'analyse des mentalités des anciennes sociétés.
Son second livre, L'Enfant et la vie familiale sous l'Ancien Régime en 1960, reçoit un accueil tout aussi discret. Cependant, traduit en anglais, l'ouvrage rencontre un très grand succès aux États-Unis – séduits par cette étude novatrice sur la famille – ce qui assure à son auteur une audience internationale paradoxale puisque la France le découvre à peine.

### Carrière universitaire
Grâce à son ami, Orest Ranum, il est admis, à Washington, pendant six mois au Woodrow Wilson International Center for Scholars, qui lui offre de confortables conditions de travail.
Philippe Ariès devra attendre l'âge de soixante-quatre ans pour obtenir une reconnaissance de son statut d'historien par le milieu universitaire français, avec son élection en 1978 à l'EHESS en tant que directeur d'études, sans pouvoir enseigner plus d'une année, puisqu'il atteignait l'âge de la retraite.
Il publie la même année son dernier grand livre, L'Homme devant la mort, œuvre longuement mûrie en pleine effervescence d'histoire tératologique. Ariès enjambe les frontières chronologiques pour tenter de saisir les attitudes occidentales devant la mort, de la fin du monde romain au XIXe siècle.
En février 1979, il fait partie des 34 signataires de la déclaration rédigée par Léon Poliakov et Pierre Vidal-Naquet pour démonter la rhétorique négationniste de Robert Faurisson.
On[Qui ?] reproche à Philippe Ariès la disparité de ses sources. Il répond à ces critiques par la nécessité qui fut la sienne de consacrer à ses recherches ses rares moments de loisirs.

## Apport à l'histoire des mentalités

### Innovations techniques documentaires
Il innove dans les techniques documentaires à l'Institut des fruits et agrumes coloniaux en 1943 où il travailla comme chef du service de documentation jusque 1979, développant des techniques de documentation innovantes : usage pionnier en France du microfilm (1956) et de l'informatique (1965). 

### « Historien du dimanche»
Philippe Ariès occupe une position atypique dans le paysage intellectuel français. « Historien du dimanche » comme il aimait à se présenter, il se prend d'abord de passion pour la démographie historique, discipline au sein de laquelle il peut mettre à profit ses méthodes novatrices de traitement.
Il se consacre dans un second temps à l'histoire des mentalités dont il devient le principal représentant.
Il contribue également, de manière non négligeable, à donner ses lettres de noblesse à l'usage de l'iconographie en histoire.

### Créateur de l'histoire des mentalités
Créateur d'un champ nouveau appelé à de grands succès, l'« histoire des mentalités ». Ariès se révèle proche d'un Michel Foucault, dont la thèse a été publiée en 1972 chez Gallimard sous le titre l'Histoire de la folie à l'âge classique. Il présente un même souci d'interdisciplinarité, confinant à l'ethnologie, voire à la psychanalyse.

## Œuvres

### L’Enfant et la vie familiale sous l’Ancien Régime
La théorie d'Ariès sur l'enfance montre comment la société évolue parce que les mentalités évoluent. Sa thèse repose sur deux idées : l'attachement des parents pour leurs enfants est né réellement avec le contrôle des naissances et la baisse de la fécondité, soit à partir de la fin du XVIIIe siècle ; avant l'enfant n'est qu'un adulte en devenir et la forte mortalité empêche une attention maternelle et paternelle trop importante.
Cette thèse a cependant fait l'objet de nombreuses critiques de la part des historiens. Dans sa préface de 1973, Philippe Ariès avait déjà nuancé son propos en indiquant qu'il avait trop insisté sur l'idée d'une rupture radicale à la fin du siècle des Lumières. Plus généralement, les recherches menées depuis ont permis de conclure que, durant l'époque médiévale, il existait bel et bien une reconnaissance de la spécificité de l'enfance et un grand attachement des parents pour leurs enfants. L'historien médiéviste britannique Nicholas Orme va jusqu'à écrire, dans l'introduction de son ouvrage Medieval Children (2001) : « Les conceptions d'Ariès étaient erronées ; pas simplement dans le détail mais dans leur essence. Il est temps de les enterrer ». Cependant, cette critique radicale a récemment été reconsidérée. L'historien Guillaume Gros propose de réhabiliter Philippe Ariès en soutenant que sa thèse n'est pas si infondée qu'on le dit. 

### L’Homme devant la mort
Philippe Ariès étudie ensuite le sentiment de la population face à la mort à travers l'histoire, y voyant un pilier de la construction de la société. L'historien, issu des rangs de l’Action française, qui dénonce le déclin démographique de la France comme source des malheurs, montre comment la mort est passée du lieu commun au tabou entre le Moyen Âge et la période contemporaine. Il distingue, dans L’Homme devant la mort, deux types de rapport de l'homme avec la mort : la mort apprivoisée et la mort sauvage.

## Publications
- Les Traditions sociales dans les pays de France, New-York, Éditions de la Nouvelle France, 1943.
- Histoire des populations françaises et de leurs attitudes devant la vie depuis le XVIIIe siècle, Paris, Self, 1948.
- Attitudes devant la vie et devant la mort du XVIIe au XIXe siècle, quelques aspects de leurs variations, Paris, INED, 1949.
- Sur les origines de la contraception en France, extrait de Population. N ̊ 3, juillet-septembre 1953, p. 465-472.
- Le Temps de l'histoire, Monaco, Éditions du Rocher, 1954
- 2 contributions à l'histoire des pratiques contraceptives, extrait de Population. N ̊ 4, octobre-décembre 1954, p. 683-698
- L'Enfant et la vie familiale sous l'Ancien Régime, Paris, Plon, 1960, prix Albéric-Rocheron de l'Académie française en 1961
- Essais sur l'histoire de la mort en Occident : du Moyen Âge à nos jours, Paris, Seuil, 1975
- L'Homme devant la mort, Paris, Seuil, 1977
- Histoire des populations françaises et de leurs attitudes devant la vie depuis le XVIIIe siècle, réédition corrigée de l'ouvrage paru en 1948, Paris, Seuil, 1979
- Un historien du dimanche (en collaboration avec Michel Winock), Paris, Seuil, 1980
- Images de l'homme devant la mort, Paris, Seuil, 1983
- Histoire de la vie privée, (dir. avec Georges Duby), 5 tomes, Paris, Seuil, 1985-1987
  - I. De l'Empire romain à l'an mil
  - II. De l'Europe féodale à la Renaissance
  - III. De la Renaissance aux Lumières
  - IV. De la Révolution à la Grande Guerre
  - V. De la Première Guerre mondiale à nos jours
- Essais de mémoire : 1943-1983, Paris, Seuil, 1993
- Le Présent quotidien, 1955-1966 (Recueil de textes parus dans La Nation française entre 1955 et 1966), Paris, Seuil, 1997
- Histoire de la vie privée, (dir. avec Georges Duby), Paris, le Grand livre du mois, 2001
- Pages retrouvées, Paris, Le Cerf, 2020, 304 p. (ISBN 9782204128339)